# Ulwembua nigra
Espèce
Ulwembua nigra est une espèce d'araignées aranéomorphes de la famille des Cyatholipidae.

## Distribution
Cette espèce est endémique de la région de Sava à Madagascar,. Elle se rencontre dans la réserve spéciale d'Anjanaharibe-Sud et le parc national de Marojejy.

## Description
Le mâle holotype mesure 2,55 mm et la femelle paratype 2,55 mm.

## Publication originale
- Griswold, 2001 : A monograph of the living world genera and Afrotropical species of cyatholipid spiders (Araneae, Orbiculariae, Araneoidea, Cyatholipidae). Memoirs of the California Academy of Sciences, vol. 26, p. 1-251 (texte intégral).